# محمد دهمان

محمد دهمان بقميص المنتخب الوطني السوري

محمد دهمان (1378- 1445 هـ / 1959- 2024 م) لاعب كرة قدم دولي سوري في مركز الدفاع، قائد المنتخب الوطني السوري، شارك في الألعاب الأولمبية الصيفية عام 1980. وهو مدرِّب معتمد من الفيفا، درَّب منتخب سورية الأولمبي، ومنتخب شباب سورية.  يُعَدُّ أفضلَ مدافع سوري في الثمانينيات من القرن العشرين.

## سيرته لاعبًا
ولد محمد دهمان في حلب، يوم الجمعة أول ذي القَعْدة 1378هـ الموافق 8 مايو 1959م، وشُغف بلعبة كرة القدم منذ طفولته، وحين كان في السابعة من عمره في حيِّ سليمان الحلبي، كان ينتظر ذهاب والده إلى عمله ليهربَ بعيدًا عن أعين والدته أيضًا من أجل اللعب.
بدأ ممارسة هوايته في نادي الحرية بمدينة حلب، في فئة الأشبال وفي مركز الدفاع. ثم رُفِّع إلى فئة الناشئين فالشباب، حتى بلغ الفريقَ الأول في النادي بفئة الرجال، فلعب له موسمين من عام 1974 إلى 1976، ثم انتقل إلى فريق نادي الجيش بدمشق عام 1976 واستمرَّ فيه حتى اعتزاله عام 1989.  
حصل مع فريق الجيش على بطولة الدوري السوري ثلاث مرَّات، وعلى بطولة كأس الجمهورية مرَّتين، وشارك معه في جميع بطولات العالم العسكرية التي أقيمت داخل سورية وخارجها.
ارتدى قميص المنتخب الوطني السوري ثماني سنين من 1979 إلى 1987 حمل فيها شارة القائد. وتُعَد أبرز مشاركاته في أولمبياد موسكو عام 1980، وتعادل فيه المنتخب السوري مع منتخب إسبانيا، وشارك في دورة اليابان الدَّولية الودية، وتعادل فيها المنتخب السوري مع فريق نيوكاسل يونايتد الإنكليزي.
أما أهمُّ مرحلة شهدها فهي تصفيات كأس العالم عام 1986، وكان المنتخب السوري على بُعد خطوة واحدة من الوصول إلى نهائيات كأس العالم في المكسيك، بعدما تجاوز منتخبات الكويت، والإمارات، واليمن، والبحرين، ووصل إلى لعب المباراة الفاصلة أمام منتخب العراق؛ فتعادل معه في دمشق دون أهداف، وخسر بمدينة الطائف في مباراة الإياب بثلاثة أهداف مقابل واحد.
لعب دهمان  قرابة 130 مباراة، ولم ينل أو يتلقَّى أيَّ بطاقة صفراء أو حمراء، وكان معروفًا بانضباطه والتزامه باللعب النظيف، وبالروح الرياضية العالية.

## سيرته مدربًا
اتَّبَع محمد دهمان عدَّة دورات تدريبية في آسيا، وفي أكاديمية الأمير فيصل في السعودية، وحضر جميع الدورات التي أقيمت في سورية، وحصل على جميع الشهادات التدريبية، واعتُمد مدرِّب كرة قدم آسيويًّا من الاتحاد الدولي لكرة القدم (الفيفا).
درَّب دهمان منتخب سورية الأولمبي، ومنتخب شباب سورية. ودرَّب ناشئي نادي الحرية 3 مواسم، ثم شباب النادي ونال معهم بطولة الدوي في موسم 1992- 1993، ومركز الوصافة في موسم 1993- 1994. 
ودرَّب فريق الرجال في النادي في المواسم 1997- 1998، و1999- 2000، و2001- 2002. ولم يحقق مع النادي أفضل من المركز الرابع في هذه المواسم. ثم درَّب فريق نادي جبلة مدَّة قصيرة، ثم نادي النواعير.
وعمل إداريًّا في نادي الحرية وعضوًا بمجلس إدارة النادي، ومشرفًا على تطوير وإعداد الفئات العُمرية، وفي بعض المنتخبات السورية أيضًا. وعمل محلِّلًا فنيًّا للدوري السوري والدوري الإنكليزي، وتصفيات كأس العالم، في بعض القنوات التلفازية والفضائية. وكان مُجيدًا للغة الإنجليزية. ولديه محل للأدوات الرياضية بحي الميدان في حلب.

## انتقاداته
عُرف محمد دهمان بالجرأة والصراحة في إبداء آرائه، وانتقاد واقع كرة القدم السورية، ومن ذلك قوله:
لماذا يُبعَدُ الشرفاء عن كرتنا؟ وما تاريخُ الموجودين حاليًّا؟ وماذا قدَّموا وما إمكاناتهم الفنية والعلمية والإدارية؟ هؤلاء يمنعون دخولَ أصحاب الاختصاص والخبرة؛ لأنهم سيحلُّون محلهم وستنتهي مصالحهم! وسائل التواصل الاجتماعي هي صنَّاع اللاعبين يروِّجونهم و(ينفخونهم) حتى يظن الجمهور أنهم من عظماء اللعبة!
لدينا خامات ومواهب، ولكن للأسف لا تُستثمَر استثمارًا صحيحًا، إضافة إلى أن المَيسُورين يدفعون للمدرِّبين والإداريين كي يلعبَ أبناؤهم مكان هؤلاء الموهوبين، فيضيع هؤلاء. وهذا الأمر موجود في كل الأندية وحتى المنتخبات!
في كل دول العالم يحترمون خبراتهم وتاريخهم، وخارج سورية يحترمون اللاعبين السوريين والخبرات، وحدث أن قياديين رياضيين سوريين حضَروا مع لاعبين قدماء في دول أُخرى لم يعرفهم أحد، وجرى الترحيب والتكريم للخبرات دون أن يعيرَ أحدٌ هذه الكوادر أيَّ اهتمام!

## قالوا عنه
- وصفه زميله اللاعب السوري اللاعب الدَّولي السابق وليد أبو السل قائلًا: «الكابتن محمد دهمان كان أسطورةَ الدفاع السوري، وهو أحد أبرز النجوم العرب. كنت محظوظًا باللعب إلى جانبه، كان يقود المنتخب في عصره الذهبي. ومهما تكلَّمنا عنه أعتقد من الصعب بأن نثمن عطاءاته للكرة السورية، ومن الصعب أن تجد حاليًّا لاعبًا يجمع فنَّ القيادة وقوَّة وصلابة الدفاع مثله، هو نجم ترك بصمة في ملاعبنا لا تُنسى».[6]
- وقال عنه الإعلامي شعبان خليل: «أنا أول من اكتشف ودرَّب الكابتن محمد دهمان، وهو في سنٍّ مبكِّرة من عمره، وكان يلعب بفريق الناشئين وظهرت وبدت عليه ملامح النجومية بفكره وتميُّزه وقيادته في أرض الملعب. تابع مسيرته بنجاح مع رجال نادي الحرية، وتألق بفريق الجيش، والمنتخب الوطني، وحقق معهما نتائج جيدة للكرة السورية، ودهمان يصلح لأن يكون مثلًا بأخلاقه وتاريخه الرياضي وعطائه لجيل الشباب القادم».[6]

## وفاته ونعيه
توفي محمد دهمان في حلب، يوم الأحد 25 ذي القَعْدة 1445هـ الموافق 2 يونيو (حَزِيران) 2024م. ونعاه الاتحاد الرياضي العام، والاتحاد السوري لكرة القدم وتوجَّها بأحرِّ التعازي للجماهير السورية عامَّة ولأسرة اللاعب الراحل. وأقام له مجلس إدارة نادي الحرية مجلس عزاء في مقرِّ النادي.
وذكرت بعضُ صفحات مواقع التواصل أن الحالة الصحية للاعب ساءت قبل أشهر من وفاته، ولم يلقَ أي رعاية من الجهات الرسمية المعنية.

## وصلات خارجية
- محمد دهمان على موقع الاتحاد الدولي (مؤرشف)  (الإنجليزية)
- محمد دهمان على موقع ناشيونال فوتبول تيمز (الإنجليزية)
- محمد دهمان على موقع أوليمبيديا (الإنجليزية)